# スペンサー (アイオワ州)
スペンサー（Spencer）は、アメリカ合衆国アイオワ州の都市。クレイ郡の郡庁所在地である。人口は1万1325人（2020年）。リトルスー川とオチャーイーダン川の合流点に位置する。